# 箕輪バスストップ
箕輪バスストップ（みのわバスストップ）は、長野県上伊那郡箕輪町にある中央自動車道上のバス停留所。中央道200キロポストから東京方面に250mほど離れた位置にある。バス停の看板には「中央道箕輪」と表記されている。無料の駐車場がある。

## 停車する路線
- 飯田 - 新宿線（中央高速バス、伊那バス・信南交通・アルピコ交通・京王バス）
辰野BS - 箕輪BS - 伊那BS
- 駒ヶ根・伊那 - 新宿線（中央高速バス、伊那バス・信南交通・山梨交通・フジエクスプレス・京王バス）
辰野BS - 箕輪BS - 伊那インター前
- 飯田 - 横浜線（ベイブリッジ号、伊那バス）
辰野BS - 箕輪BS - 伊那BS
- 箕輪・伊那・駒ヶ根 - 名古屋線（中央道高速バス、伊那バス・信南交通・名鉄バス）
伊北インター前 - 箕輪BS - 伊那インター前
- 箕輪・伊那・駒ヶ根 - 大阪（梅田）・USJ線（アルペン伊那号、伊那バス・信南交通・阪急バス）
伊北インター前 - 箕輪BS - 伊那インター前
- 飯田 - 長野線（みすずハイウェイバス、伊那バス・信南交通・アルピコ交通）
辰野BS - 箕輪BS - 伊那BS
- 飯田 - 立川線（立川バス、京王バス、伊那バス）
辰野BS - 箕輪BS - 伊那インター前
- 駒ヶ根・伊那 - 新宿線（トラビスジャパン）
辰野BS - 箕輪BS - 伊那BS
- 駒ヶ根・飯田 - 京都・大阪線（トラビスジャパン）
辰野BS - 箕輪BS - 伊那BS

## バス停へのアクセス
飯田線伊那松島駅よりタクシーで8分。